# Julie Zogg
Julie Zogg, née le 1er octobre 1992 à Walenstadt, est une snowboardeuse suisse spécialisée dans les épreuves de slalom parallèle et de slalom géant parallèle. Elle débute en Coupe du monde fin 2007 et obtient son premier podium à Bad Gastein en 2012. Elle termine deux fois dans les dix premiers lors des Jeux olympiques d'hiver de 2014. Elle est double  championne du monde du slalom parallèle en 2019 et 2023.

## Palmarès

### Jeux olympiques d'hiver
| Épreuve / Édition      | Sotchi 2014 |
| Slalom parallèle       | 7e          |
| Slalom géant parallèle | 9e          |

### Championnats du monde
- Championnats du monde 2019 à Utah (États-Unis) :
  -  Médaille d'or en slalom parallèle.
- Championnats du monde 2023 à Bakuriani (Géorgie) :
  -  Médaille d'or en slalom parallèle.
  -  Médaille de bronze en slalom parallèle par équipes.

### Coupe du monde
- 2 gros globes de cristal :
  - Vainqueur du classement parallèle en 2015 et 2023.
- 6 petits globes de cristal :
  - Vainqueur du classement slalom parallèle en 2015, 2019, 2020, 2021, 2022 et 2023.
- 37 podiums dont 12 victoires.

#### Détails des victoires
| Épreuve / Édition | Slalom parallèle                  | Slalom géant parallèle |
| ----------------- | --------------------------------- | ---------------------- |
| 2014-2015         | Asahikawa                         |                        |
| 2019-2020         | Moscou Bannoïe Piancavallo        | Pyeongchang            |
| 2020-2021         | Bannoïe Berchtesgaden             |                        |
| 2021-2022         | Bannoïe Piancavallo Berchtesgaden |                        |
| 2022-2023         | Bansko x2                         |                        |